# 角屿
24°33′02.2″N 118°24′29.4″E / 24.550611°N 118.408167°E

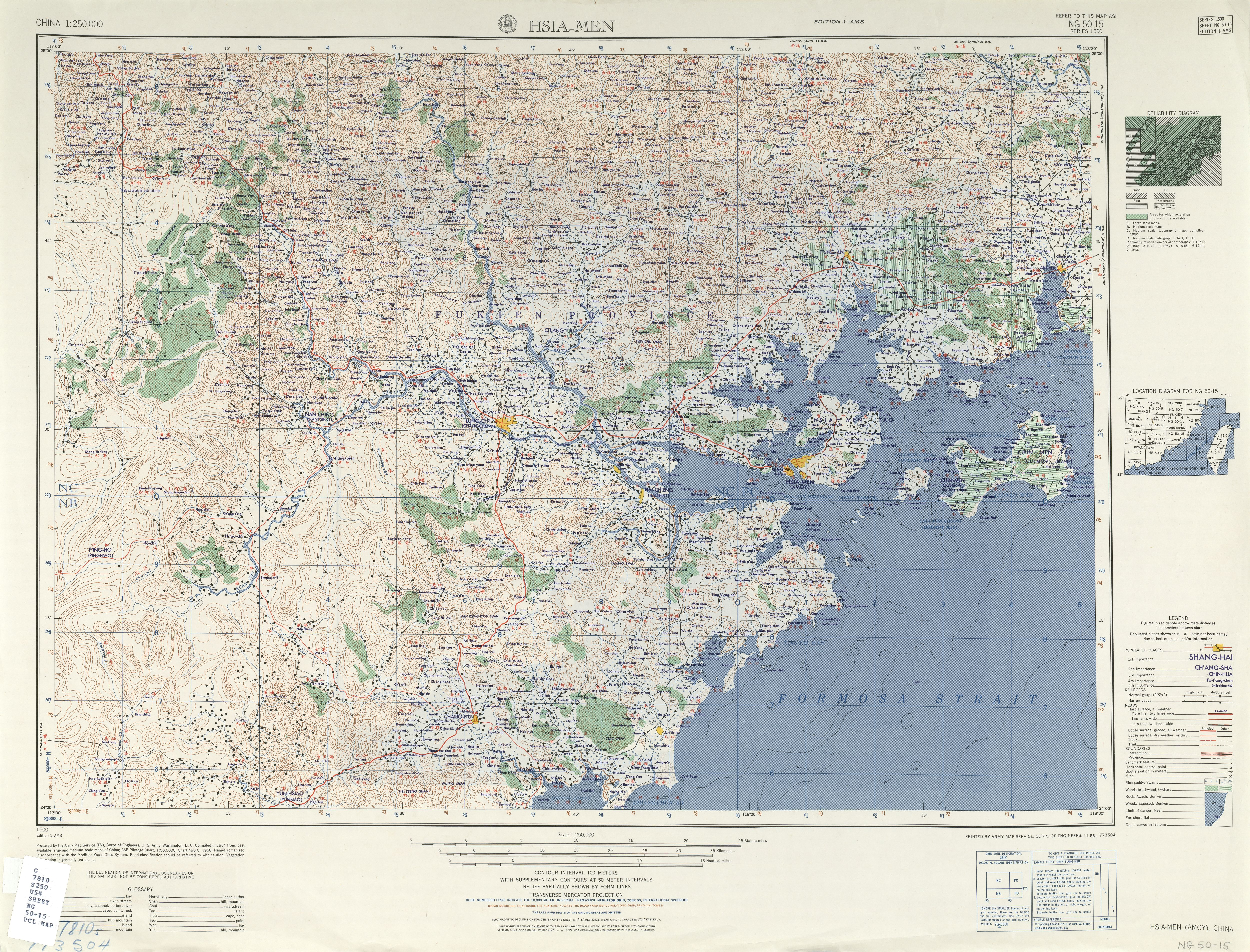
角嶼 Chiao Hsü (Reef I) (1954年)

角屿为中国福建外海岛屿，行政区划上属中华人民共和国福建省厦门市翔安区大嶝街道。目前岛上无居民，仅有解放军福建省军区某海防团海防三连32846部队驻扎，有“东南第一哨”之称。

## 簡介
角屿为嶝岛群岛岛屿之一，与大嶝岛、小嶝岛合称“三岛”。
角屿本属金门县，1949年中国人民解放军占领角屿，后划归厦门。
1984年6月27日，金门防卫司令部金东师为追捕逃兵而炮击角屿造成解放军伤亡，成为1979年停止“單打雙不打”以后，海峡两岸唯一一次正面军事冲突。